# ناوشکن کلاس فوبوکی
ناوشکن کلاس فوبوکی (به انگلیسی: Fubuki-class destroyer) یک کلاس از کشتی است که طول آن ۱۱۱٫۹۶ متر (۳۶۷٫۳ فوت) pp, 
۱۱۵٫۳ متر (۳۷۸ فوت) waterline
۱۱۸٫۴۱ متر (۳۸۸٫۵ فوت) overall

```
می‌باشد.
```